# Стан Малый Рог

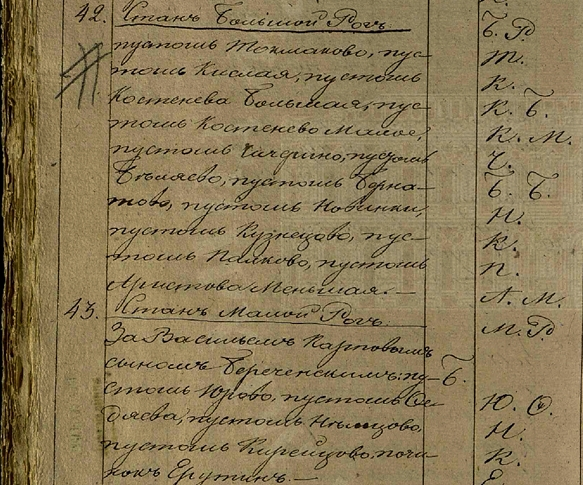
Стан Большой Рог и стан Малый Рог. Реестр списка с писцовых книг князя Василия
Кропоткина с 1637 по 1648 год.

Стан Малый Рог — историческая административно-территориальная единица Владимирского уезда Замосковного края Московского царства.
Был расположен в северо-западном краю уезда по Юрьевскому и Переяславскому рубежам, среднему течению реки Пекши, в пределах позже образованного на этой территории Покровского уезда Владимирской губернии. Происхождение названия неясно.
Основными единицами территориального деления древней Руси были волости и станы. В XVII веке эти два понятия были очень часто синонимическими, их историческое происхождение, а следовательно, и первоначальное значение были совершенно различны. Наиболее древним из двух была волость. Волость в это время представляла известных размеров сельский округ, внешним образом объединявшийся общими выборными должностными лицами, носившими название старост, сотских и т.п.. На основании доступных письменных источников непонятно какая территория относилась к стану Сенег, а какая к Сенежской волости.

«C постепенным развитием административной деятельности общинное волостное деление стало мало-помалу заменяться административным. Стан, очевидно, принадлежал к последней категории. Станы древних русских князей и становища, то есть бывшие места их стоянки, упоминаются на первых страницах наших летописей. Уже в это время население стекалось сюда, вероятно, для выдачи князьям разных даней, кормов, поклонов и даров или для суда. То же видим мы и впоследствии, ибо станом в уставных грамотах XV и XVI вв. называется место стоянки тиуна или доводчика, где сосредоточиваются кормы и производится суд. Так как на уезд приходилось по нескольку таких лиц, то и станов устраивалось соразмерное количество, а отсюда округов, тянувших судом и данью к такому стану и получивших также наименование станов, приходилось по нескольку на уезд.»— Лаппо-Данилевский А. С., 1890 г.

## Населённые пункты в XVI—XVIII веках
- Пустошь, позже село Завалино (на реке Пекше, да на речке Сыворотне), починок Суханов с расположенной в нём церковью Николая Чудотворца. Изначалоно вотчина — князя Ивана Михайловича Катырева-Ростовского. По купчей вотчина перешла к Лаврентию Александровичу Кологривову. Позже село начинает называться Никольским и переходит в собственность стольника Мирона Лаврентьевича Кологривова, потом Ивана Мироновича Кологривова[5].
- Село Фетиново (на речке Малая Волешка). В селе церковь Николы Чудотворца. Изначально являлось вотчиной боярина, князя Семёна Васильевича Прозоровского. Позже половина села отказана в поместье Никифору Васильевичу Обрутцкому и Ивану Васильевичу Обрутцкому. Ещё позже село принадлежит дьяку Ивану Якимовичу Клементьеву[5].
- По писцовым книгам 1637 года половина села Воскресенское (на речке Шередарь) являлось вотчиной семьи Недобровых, а другая половина принадлежала князю Василию Петровичу Львову, в селе была церковь Воскресения Христова, позже церковь сгорела и на её месте была построена часовня. Позже село является вотчиной Семёна Григорьевича и Данилы Ивановича Недобровых[5][6].
- Пустошь, позже село Вавулово (в верховье речки Волги) с церковью Покрова Пресвятой Богородицы. Изначально вотчина князя Михаила Петровича Пронского, затем Левонтия Яковлевича Высоцкого, позже Ивана, Петра и Семёна Михайловых[5].
- Село Беречино (Беречинское). С 1756 года с церковью Рождества Богородицы. Изначально принадлежало Беречинским[5].
- Село, после разорения поляками — сельцо, позже деревня Фуникова Гора — родовое имение Прокудиных-Горских[5].
- Сельцо Белавки, деревня Лопырева; деревня, позже пустошь Игрища; село, позже пустошь Крапивна; Пашкина; Стоянцово (Стояново тож). Во второй половине XVI века вотчина дьяка Андрея Подлесова, перешла с приданым за его дочерью Дарьей к стольнику Степану Васильевичу Телепневу, позже перешла к сыну думному дворянину Ивану Степановичу Телепневу; далее вотчина Ивана Степановича Телепнева, Лариона Даниловича Телепнева, Степана Григорьевича Телепнева; позже стряпчему сытного дворца Петру Васильевичу Подлесову, далее его сыну (также стряпчему сытного приказа) Андрею Петровичу Подлесову[5].